# Scalaronoba secunda
Scalaronoba secunda är en snäckart som beskrevs av Powell 1940. Scalaronoba secunda ingår i släktet Scalaronoba och familjen Aclididae. Inga underarter finns listade i Catalogue of Life.